# Staphylococcus saprophyticus
Staphylococcus saprophyticus é uma bactéria cocoide (esférica), gram positiva, anaerobia facultativa, imóvel, não esporuladora, não encapsulada e de 0,5 a 1 mm de diâmetro. Possui atividade ureásica e carece de coagulase, o que permite diferenciá-la do Staphylococcus aureus.

## Habitat
Está presente na microbiota normal da pele, região periuretral e mucosas das vias urinárias e genitais. Quando ocorre desequilíbrio da microbiota dessas vias causa infecção urinária.  É o segundo agente mais comum de infecção urinária em mulheres na faixa de 20 a 40 anos, o primeiro é o Sendo depois da Escherichia coli. No homem sua presença é mais frequente a partir dos 50 anos.

## Patogênese
A patogenecidade está relacionada com a sua capacidade de poder aderir às células do aparelho urinário devido a presença de proteína com propriedade de adesina/hemaglutinina; E tido como agente patogênico oportunista, principalmente em mulheres jovens, sexualmente ativas. É frequentemente agente de cistites e pielonefrites.
Pode ser identificada na urina com pequenas quantidades de sangue (hematuria), mais de 10 leucócitos por mm3 (piuria). A urina é mais frequente e causa sensação de queimação (escozo). Algumas vezes também causa febre leve e dor lombar e na cadeira. 

## Tratamento e prevenção
Não se deve lavar o interior da vagina com água e sabão no dia-a-dia, pois essa medida mata a flora natural e facilita a hiper colonização por bactérias patógenas. Fazer a limpeza com um antisséptico de feridas cutâneas. É resistente a fosfomicina e novobiocina, mas geralmente não tem resistências contra beta-lactâmicos nem contra sulfamidas e meticilina. 
A Bactéria Sensível a:
 * Ampicilina/Sulbactan
 * Oxacilina MIC
 * Ciprofloxacina
 * Cefazolina
 * Gentamicina
 * Gatifloxacina
 * Levofloxacina
 * Moxifloxacina
 * Norfloxacina
 * Quinupriscina/ Dalf.
 * Linezolida
 * Vancomicina
 * Tetraciclina
 * Nitrofurantoína
 * Cloranfenicol
 * Tigeciclina
 * Rifampicina
Bactéria Resistente a:
- Benzilpenicilina
- Eritromicina
- Clindamicina